# 샤르코 마리 투스 질환
샤르코 마리 투스 질환(영어: Charcot–Marie–Tooth disease, CMT)은 인간의 염색체에서 일어난 유전자 중복 등으로 인해 생기는 유전성 질환이다. 손과 발의 말초신경 발달에 관여하는 유전자가 돌연변이로 인해 중복되어 샴페인 병을 거꾸로 세운 것과 같은 모습의 기형을 유발한다. 중요 신경 질환의 하나이며 100,000명당 발병률은 36명이다.

## 원인
신경의 축삭돌기는 말이집으로 둘러싸여 있다. 샤르코 마리 투스 질환은 말이집의 단백질 형성에 관여하는 유전자가 돌연변이로 인해 정상적인 유전자 발현 과정을 수행하지 못하기 때문에 일어난다. 샤르코 마리 질환의 일종인 CMT 1A형의 경우 염색체 1 7 p 1 1 . 2 - p 1 2에서 1 . 5 M b의 중복을 보이는 것이 주된 원인으로 알려져 있으며 이외에 드물지만 P M P - 2 2 유전자의 점상 돌연변이도 보고되고 있다. 점상 돌연변이에 의한 샤코 마리 투스 질환의 경우 간극 결합을 이루는 Cx32 유전자의 점상 돌연변이가 높은 빈도로 발현하는 것이 보고되어 있다.
샤르코 마리 투스 질환은 돌연변이에 의한 유전성 질환으로 세대를 걸쳐 유전된다. 김승민 외 연세대학교 의과대학의 실험에서 샤르코 마리 투스 질환을 갖는 가계도는 뚜렷한 상염색체 우성 유전 현상을 보였다.

## 증상
샤르코 마리 투스 질환 환자는 발과 손의 근육들이 점점 위축되어 힘이 약해지며, 발모양과 손모양의 변형이 발생한다. 환자들의 증상은 유전자 돌연변이의 종류에 따라 거의 정상에 가까운 가벼운 상태에서부터 아주 심하여 보행에 도움이 필요하거나 혹은 휠체어에 의존해야 하는 정도까지 다양하다. 증상은 보통 청소년기, 이른 성인기, 중년기에 점차적으로 시작된다. 시간이 지날수록 환자는 발, 손, 다리, 팔의 정상적 기능을 잃을 수 있다. 극심한 경우 신체 기형으로 인한 호흡 곤란으로 사망할 수도 있으나, 이러한 증상까지 도달하는 경우는 매우 드물며 대부분 정상적인 수명을 누린다.

## 검사
최병옥 외 이화여자대학교 의과대학의 실험에서 PMP-22 유전자의 유전자 중복때문에 일어나는 샤르코 마리 투스 질환의 검사에는 다음과 같은 방법이 사용되었다. 최병옥은 샤코 마리 투스를 유발하는 새로운 유전인자 6개를 발견하여 발표하였고, 2009년 생물학 학술지 《브레인》은 이 논문을 올해의 우수 논문으로 선정하였다.
 샤르코 마리 투스 질환을 보이는 가계의 환자 및 가족 구성원들과 정상 대조군들로부터 말초혈액 10 mL를 EDTA가 처치된 튜브에 모은 후, DNA 정제 장치를 사용하여 유전체 DNA를 추출하였다. 추출된 환자 및 가족의 유전적 DNA에서 염색체 17p11.2-12 부위에 위치하며 짧은 연쇄 반복 다형성을 보이는 표시자를 사용하여 유전자형의 중복 여부를 검사하였다. 중합효소 연쇄반응(PCR)은 32-P 지점 전사개시자 및 종결자에 각 20 pmole, 1X PCR 버퍼, dNTP 250 μM, DNA 주형 50ng, 테그 중합효소(Takara) 1 단위를 첨가하였으며 최종 부피는 25 μL로 하였다. PCR 프로그램은 7분간의 초기화 변성 후, 94°C에서 1분, 60°C에서 1분, 72°C에서 30초로 하여 35회 반복하였다. 반응이 끝난 후, PCR 산물의 2 μL를 취해 겔 로딩 버퍼 1 μL를 첨가하여 6% 아크릴아미드/8M 요소 변성 겔에 35 w로 약 2시간 30분간 전기영동하였다. 전기 영동이 끝난 후 겔을 15% 아세트산 용액에서 고정한 후 헤어드라이어로 건조시키고 엑스선 필름을 붙여 -70°C에서 약 12~15시간 노출시킨 다음 이를 현상하여 결과를 판독하였다.

## 치료
현재 유전자 변형에 대한 근본적인 치료는 동물 실험 단계에 머무르고 있으며 환자에 대한 치료로는 신경 형성에 도움이 되는 물질의 투약과 재활치료로 이루어지고 있다. 신체 변형의 정도가 심한 경우에는 보조적인 수술을 하기도 한다. 신경 형성에 도움이 되는 투약 물질로는 아스코르빈산, 뉴로트로핀-3(NT-3), 그리고 포유류에 존재하는 신경 생성 인자들이 있다.

## 종류
2010년 상반기 현재 샤르코 마리 투스 질환을 유발하는 유전자는 39종이 알려져 있다. 샤르코 마리 투스 질환은 발병 유형에 따라 신경 수초 이상과 관련이 있는 1형, 축색돌기이상과 관련이 있는 2형, 그리고 1형과 2형이 복합적으로 나타나는 3형, 4형, X 염색체와 관련된 X 형으로 나뉜다.
질병 유형별 구분
| 유형  | 유전                       | 빈도      | 특징 |
| ----- | -------------------------- | --------- | --- |
| CMT 1 | 상염색체 우성              | 80%       | 수초의 손상으로 신경 전도 속도가 많이 감소된 탈수초성 신경병 |
| CMT 2 | 상염색체 우성(CMT2B1 제외) | 20%-40%   | 신경 전도 속도는 정상에 가까우면서 운동 감각 신경의 활동 전위가 많이 저하된 축삭형 신경병 |
| CMT 3 | 상염색체 열성              | 극히 희귀 | 어린 나이에 발병하여 임상증상 및 신경 전도 속도의 저하가 매우 심한 유형 |
| CMT 4 | 상염색체 열성              | 극히 희귀 | 발병 연령이 빠르고 임상 증상이 심한 유형 |
| CMT X | X 염색체 유전자 연관       | 10-20%    | X 염색체와 연관되어 발병하며 여자보다 남자의 증상이 심함. 아버지에서 아들로 유전되지 않음. 기존 연구에서는 X형 환자 가운데 10-20%가 자식 세대에게 유전되는 것으로 알려져 있었으나, 1997년에 발표된 논문에서는 커멕신 32(Cx32)에 의한 X형 유전이 보다 일반적으로 일어나고 있다고 보고하고 있다. |

## 유전자 자리

X 염색체의 유전자 자리
X 염색체의 유전자 중복은 CMTX형 샤코 마리 투스 진환을 유발한다.

샤르코 마리 투스 질환과 연관되어 있는 유전자 자리는 다음과 같다.
| 유형   | 유전성 질환 목록 | 유전자              | 유전자 자리     |
| CMT1A  | 118220           | PMP22               | 17p11.2         |
| CMT1B  | 118200           | MPZ                 | 1q22            |
| CMT1C  | 601098           | LITAF               | 16p13.1-p12.3   |
| CMT1D  | 607678           | EGR2                | 10q21.1-q22.1   |
| CMT1E  | 118300           | PMP22               | 17p11.2         |
| CMT2A  | 118210           | MFN2 or KIF1B       | 1p36            |
| CMT2B  | 600882           | RAB7 (RAB7A, RAB7B) | 3q21.           |
| CMT2B1 | 605588           | LMNA                | 1q22            |
| CMT2B2 | 605589           | ?                   | 19q13.3         |
| CMT2C  | 606071           | ?                   | 12q23-q24       |
| CMT2D  | 601472           | GARS                | 7p15            |
| CMT2E  | 607684           | NEFL                | 8p21            |
| CMT2F  | 606595           | HSPB1               | 7q11-q21        |
| CMT2G  | 608591           |                     | 12q12-13        |
| CMT2H  | 607731           | GDAP1               | 8q13-q21.1      |
| CMT2J  | 607736           |                     | 1q22            |
| CMT2K  | 607831           |                     | 8q13-q21.1      |
| CMT2L  | 608673           |                     | 12q24           |
| CMT3   | 145900           | 다발성              | 다발성          |
| CMT4A  | 214400           | GDAP1               | 8q13-q21.1      |
| CMT4B1 | 601382           | MTMR2               | 11q22           |
| CMT4B2 | 604563           | CMT4B2 (SBF2)       | 11p15           |
| CMT4C  | 601596           | KIAA1985 (SH3TC2)   | 5q32            |
| CMT4D  | 601455           | NDRG1               | 8q24.3          |
| CMT4E  | 605253           | EGR2                | 10q21.1-10q22.1 |
| CMT4F  | 145900           | PRX                 | 19q13.1-19q13.2 |
| CMT4H  | 609311           | FGD4                | 12p11.21        |
| CMT4J  | 611228           | KIAA0274 (FIG4)     | 6q21            |
| CMTX1  | 302800           | GJB1                | Xq13.1          |
| CMTX2  | 302801           | ?                   | Xq22.2          |
| CMTX3  | 302802           | ?                   | Xq26            |
| CMTX4  | 310490           |                     | Xq24-q26.1      |
| CMTX5  | 311070           |                     | Xq22-q24        |